# 让·多玛
让·多玛（法語：或，1625年11月30日—1696年3月14日）是法国的法学家。

## 生平
让·多玛出生在奥弗涅的克莱蒙费郎。 他在巴黎学习人文学科，在那里他结识了布莱兹·帕斯卡 ，后来又在布尔日大学学习法律。多马特非常同情皇港修道院，在帕斯卡死后，他受托保管后者的私人文件。 多马特于 1645 年晋升后，他在克莱蒙从事法律工作，并于 1655 年被任命为皇家检察官。 1683 年，他从这个职位退休，领取路易十四的退休金，专心攻读学术。

## 主要工作
让·多玛与Antoine Dadin de Hauteserre 、 Antoine Favre和Godefroy 兄弟一起成为后来为数不多的具有国际意义的研究罗马法的法国学者之一。他的知名度主要来自他详尽的法律文摘，三四开本，标题为Lois civiles dans leur ordre naturel （1689 年，后来又再版了 68 个版本），路易十四为此向他支付了 2,000里弗尔的退休金。第四卷Le droit public于 1697 年出版，即他死后一年。在雨果·多诺 (Hugo Doneau)的更彻底但不太一致的Commentarii iuris civilis (1589) 之后，这部作品是此类具有泛欧洲意义的第一部作品。它成为拿破仑法典后来建立的古老法典（ancien droit）的主要来源之一。
多玛的工作与早期的文艺复兴人文主义者一样，试图将看似零散多元的法律历史渊源转变为合乎理性的规则体系。然而，作为笛卡尔司法秩序的支持者，多马特努力根据伦理或宗教原则制定所有法律，他的座右铭是“ L'homme est fait par Dieu et pour Dieu ”  （“人是由上帝创造的，并应为上帝行事”）。因此，这部著作是在道德原则的基础上建立法国法律体系的尝试，它以一种新的自然法体系的形式呈现了《民法大全》的内容。
继罗伯特·约瑟夫·波蒂尔 (Robert Joseph Pothier)的著作之后，多玛 (Domat) 的著作被认为是对下加拿大民法典产生第二大影响的著作。

### 版本

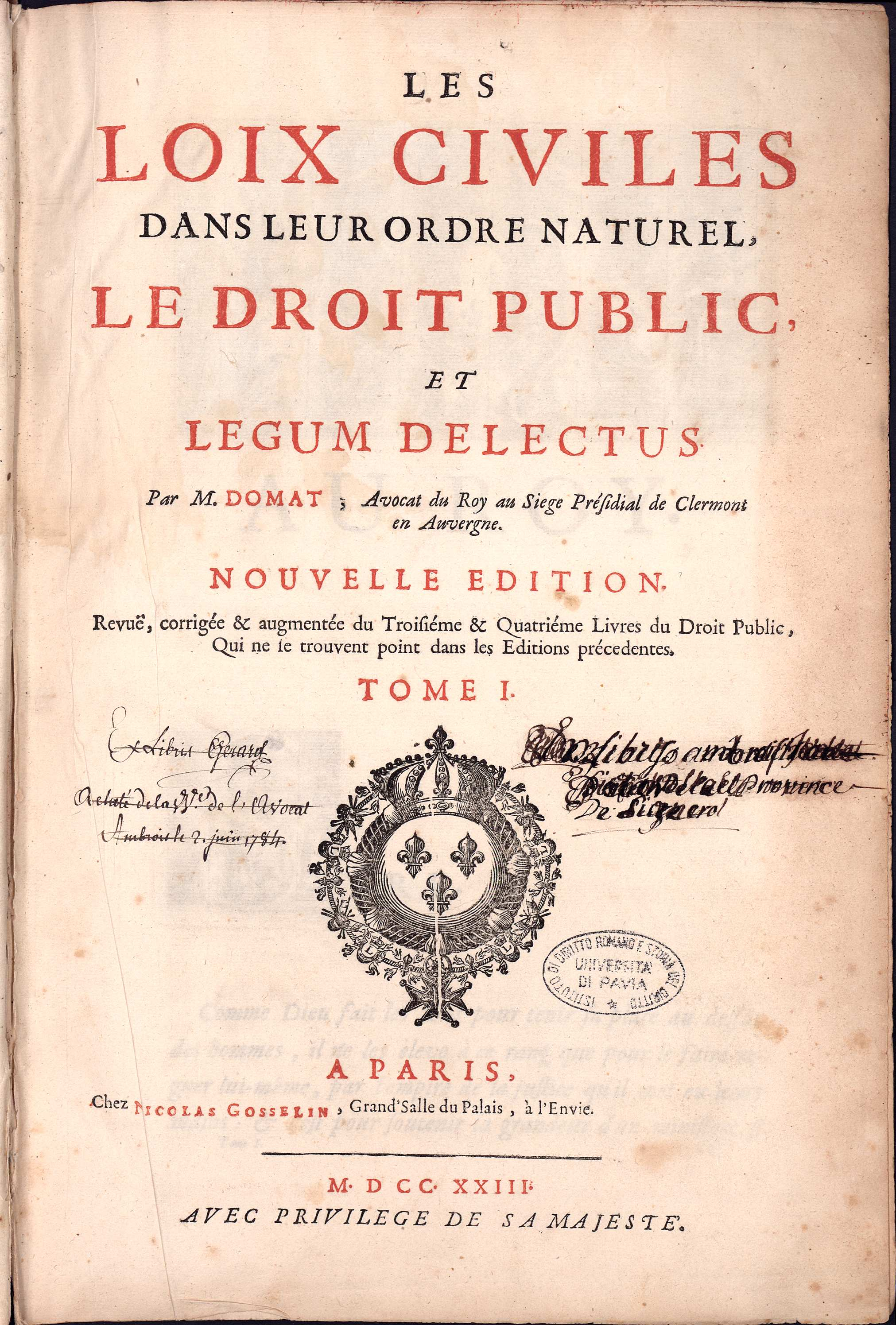
Le loix civiles dans leur ordre naturel ，法文版，巴黎，1723 年。

- Lois civiles dans leur ordre naturel, 1689

## 以后的生活
除了Lois civiles之外，Domat 还用拉丁文评注了学说汇纂和优士丁尼法典中的一系列法律，标题为Legum delectus （巴黎，1700 年；阿姆斯特丹，1703 年）；它随后被附加到Lois civiles中。多马特于 1696 年 3 月 14 日在巴黎去世

## 延伸阅读
- A. Iglesias，“Jean Domat 的哲学和法律”（西班牙语），博士。法律史和哲学-人权，论文，2009 年，U. Carlos III de Madrid。
- D. Gilles， Jean Domat 的司法思想。 From Grand siècle to civil french Code ，（法文），法学博士，论文，Aix-Marseille III，1994 年。
- D.吉尔斯，« Les Lois civiles de Jean Domat, prémices des Codifications ？ Du Code Napoléon au Code civil du Bas Canada », Revue juridique Thémis, Montréal, n. 43-1, 2009, pp. 2–49。
- 3-406-45957-9 .
- 在 1843 年的Journal des savants中有几篇Victor Cousin关于 Domat 的论文，提供了许多其他方式无法获得的信息。